# Mistrzostwa Szwecji w Skokach Narciarskich 2011
Mistrzostwa Szwecji w Skokach Narciarskich 2011 – zawody w skokach narciarskich, przeprowadzone 9 stycznia i 13 marca 2011 w Sollefteå w celu wyłonienia indywidualnego i drużynowego mistrza Szwecji.
Zawody przeprowadzono na skoczniach Hallstabacken o punkcie konstrukcyjnym umieszczonym na 80 i 107 metrze. 
Pierwszy konkurs, na obiekcie normalnym, rozegrano 9 stycznia. Zwyciężył wówczas Josef Larsson, drugie miejsce zajął Carl Nordin, a trzeci był Isak Grimholm. W marcu przeprowadzono zawody na skoczni dużej. Konkurs składał się z dwóch serii, których wyniki pozwoliły wyłonić zarówno indywidualnych, jak i drużynowych medalistów. W klasyfikacji indywidualnej najlepszy okazał się Fredrik Balkåsen, drugie miejsce zajął Carl Nordin, a trzecie – Josef Larsson. Po zsumowaniu not poszczególnych zawodników utworzono także klasyfikację drużynową. Złoty medal w drużynie zdobył zespół IF Friska Viljor, w skład którego weszli: Isak Grimholm, Carl Nordin i Jakob Grimholm.

## Medaliści
| Konkurs                        | Złoto                                                     | Srebro                                                  | Brąz                                                             |
| ------------------------------ | --------------------------------------------------------- | ------------------------------------------------------- | ---------------------------------------------------------------- |
| indywidualny skocznia normalna | Josef Larsson                                             | Carl Nordin                                             | Isak Grimholm                                                    |
| indywidualny skocznia duża     | Fredrik Balkåsen                                          | Carl Nordin                                             | Josef Larsson                                                    |
| drużynowy skocznia duża        | IF Friska Viljor Isak Grimholm Carl Nordin Jakob Grimholm | Holmens IF Alexander Mitz Simon Eklund Fredrik Balkåsen | Sollefteå GIF BHK Benjamin Larsson Josef Larsson Erik Gundersson |

## Wyniki

### Konkurs indywidualny na skoczni normalnej (09.01.2011)
| Miejsce | Zawodnik          | Skok 1 | Skok 2 | Nota  |
| ------- | ----------------- | ------ | ------ | ----- |
| 1.      | Josef Larsson     | 91,0   | 89,0   | 259,5 |
| 2.      | Carl Nordin       | 87,5   | 85,5   | 253,5 |
| 3.      | Isak Grimholm     | 84,5   | 80,0   | 230,0 |
| 4.      | Benjamin Larsson  | 60,0   | 62,5   | 139,5 |
| 5.      | Jesper Daun       | 61,0   | 61,0   | 135,5 |
| 5.      | Erik Gundersson   | 61,0   | 60,5   | 135,5 |
| 7.      | Simon Eriksson    | 59,0   | 60,0   | 129,0 |
| 8.      | Martin Gundersson | 57,0   | 57,5   | 116,5 |
| 9.      | Simon Eklund      | 58,0   | 56,0   | 115,0 |

### Konkurs indywidualny na skoczni dużej (13.03.2011)
| Miejsce | Zawodnik         | Skok 1 | Skok 2 | Nota  |
| ------- | ---------------- | ------ | ------ | ----- |
| 1.      | Fredrik Balkåsen | 114,5  | 116,5  | 258,0 |
| 2.      | Carl Nordin      | 104,0  | 111,0  | 229,2 |
| 3.      | Josef Larsson    | 100,5  | 107,0  | 213,2 |
| 4.      | Isak Grimholm    | 99,0   | 99,5   | 193,0 |
| 5.      | Alexander Mitz   | 87,5   | 89,0   | 152,4 |
| 6.      | Jakob Grimholm   | 85,0   | 84,5   | 137,8 |
| 7.      | Benjamin Larsson | 79,0   | 87,0   | 130,5 |
| 8.      | Pär Svensson     | 73,0   | 85,0   | 112,8 |
| 9.      | Simon Eklund     | 73,5   | 75,0   | 90,0  |
| 10.     | Simon Eriksson   | 73,5   | 74,0   | 87,2  |

### Konkurs drużynowy na skoczni dużej (13.03.2011)
| Miejsce | Drużyna                                                      | Nota  |
| ------- | ------------------------------------------------------------ | ----- |
| 1.      | IF Friska Viljor Carl Nordin Isak Grimholm Jakob Grimholm    | 560,0 |
| 2.      | Holmes IF Fredrik Balkåsen Alexander Mitz Simon Eklund       | 500,4 |
| 3.      | Sollefteå GIF Josef Larsson Benjamin Larsson Erik Gundersson | 415,4 |